# Joaquín Sanz Gadea
Joaquín Sanz Gadea (Teruel, 30 de junio de 1930-Madrid, 25 de mayo de 2019) fue un médico español.

## Biografía
Desde pequeño se interesó por la medicina. Estudió en la Universidad de Salamanca, convirtiéndose posteriormente en especialista en ginecología y obstetricia, así como en cirugía general.
En 1961 fue seleccionado por la Organización Mundial de la Salud (OMS) como director médico de la «Operación Congo» patrocinada por las Naciones Unidas. Durante su estancia en el Congo Belga se convirtió en director del hospital de Buta, en la provincia oriental del país; cirujano del Hospital General de Stanleyville, actual Kisangani; director de la leprosería de Maleke; médico de varias prisiones; y director de varios orfanatos.
En 1970 decidió abandonar el proyecto de Naciones Unidas, fundando su propio hospital, la «Clínica Quirúrgica Sainte Thérèse» en Kisangani, siendo el primer director, aunque actualmente la clínica está dirigida por médicos congoleños, mientras él se reserva la dirección del orfanato.
En 1974 fue nombrado por la Dirección General de Sanidad, jefe de sanidad del Sáhara español hasta su cesión a Marruecos el 14 de noviembre de 1975. Luego volvió a España, hasta que en 1980 se trasladó nuevamente a África para continuar trabajando por los más desfavorecidos.

## Premios
En 1998 fue galardonado con el Premio Príncipe de Asturias de la Concordia junto con Nicolás Castellanos, Vicente Ferrer i Moncho y Muhammad Yunus.

## Publicaciones
Ha escrito, sobre sus experiencias como médico en África:
- Emena: médico del Congo, Madrid: Espasa-Calpe, 1975. ISBN 8423961524.
- Un médico en el Congo, Madrid, Temas de Hoy, 1998.ISBN 8478809422.